# Циншуйхэ
Циншуйхэ́ (кит. упр. 清水河, пиньинь Qīngshuǐhé) — уезд городского округа Хух-Хото автономного района Внутренняя Монголия (КНР). Уезд назван в честь протекающей по его территории реки Циншуйхэ.

## История
Первые административные структуры на этой территории были созданы в 1736 году. В 1914 году был создан уезд Циншуйхэ Особого района Суйюань.
После расформирования провинции Суйюань уезд вошёл в состав аймака Уланчаб. В 1996 году был передан из состава Уланчаба в подчинение Хух-Хото.

## Административное деление
Уезд Циншуйхэ делится на 3 посёлка и 5 волостей.

## Достопримечательности
- Большой каньон Хуанхэ
  - Изгиб Лаонювань на реке Хуанхэ
  - Участок Великой Китайской стены[2]